# Iglesia de San Bartolomé (Burwash)
La Iglesia de San Bartolomé (en inglés, St Bartholomew's Church) es una iglesia parroquial anglicana dedicada a Bartolomé el Apóstol. Está situada en el pueblo de Burwash, Sussex Oriental, Inglaterra, Reino Unido. Es un edificio catalogado como de Grado II*. La iglesia fue construida originalmente en 1090 durante la Era Normanda (en el medievo); sin embargo, solo la torre sobrevive de esta iglesia original. Está ubicada junto a la carretera A265.

## Edificio
Solo la torre de gruesos muros sobrevive de la iglesia normanda original (construida en 1090), siendo evidente su origen por el gran grosor del mortero en el que están asentadas las piedras, lo cual se puede observar desde el exterior.
La iglesia fue parcialmente reconstruida y extensamente restaurada en 1856; el presbiterio fue completamente renovado, aunque su arco del siglo XIII se conserva. Esta obra también incluyó el rebajado del suelo, lo cual, a su vez, hizo necesario retirar una considerable cantidad de tierra del cementerio que rodea la iglesia. Parte del suelo de la iglesia fue renovado nuevamente entre 1989 y 1990 debido al significativo deterioro de las antiguas tablas.
En el pasillo sur, una losa funeraria de hierro fundido de principios del siglo XVI es la más antigua de Inglaterra, ya que Burwash era un centro de la industria del hierro de Weald.